# حوزه انتخابیه چهارم تگزاس

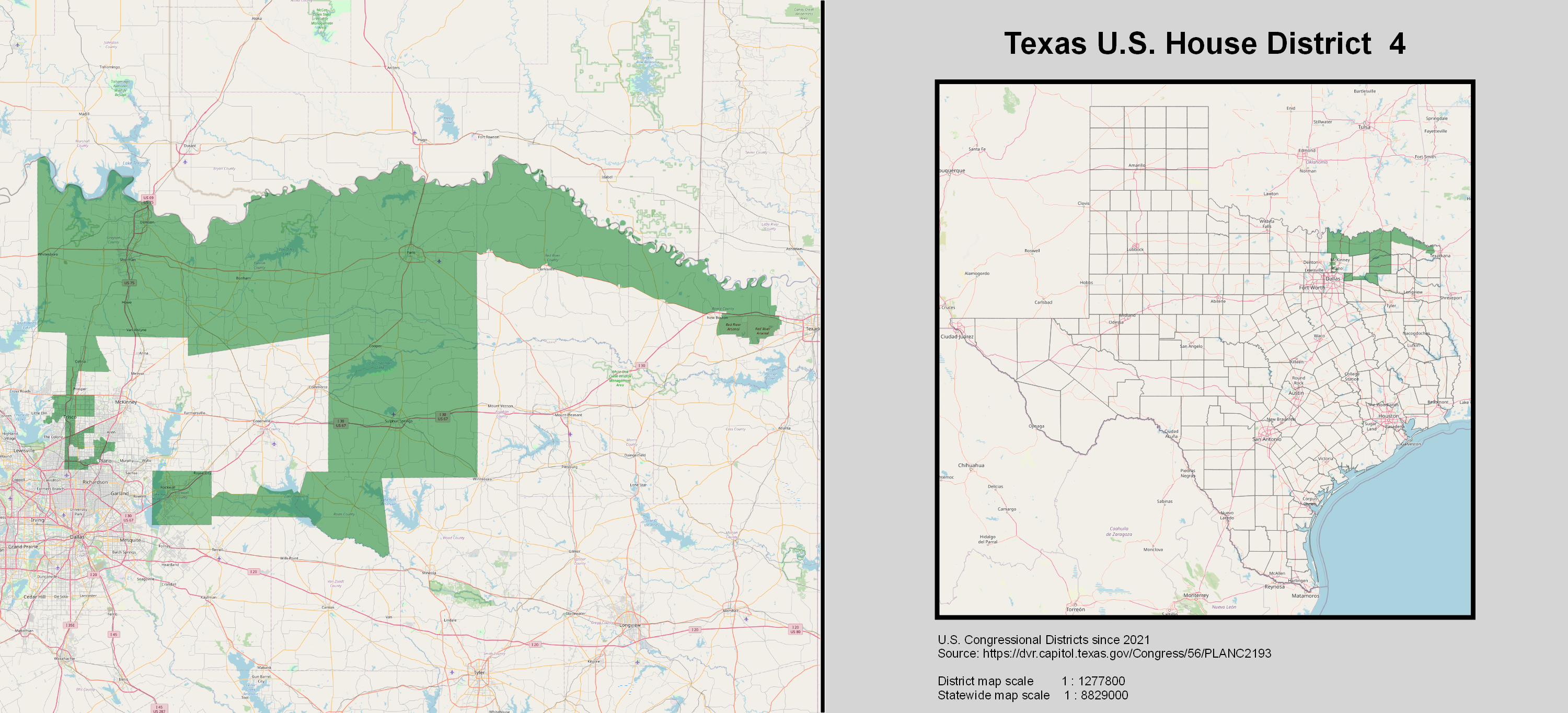
این مکان در شمال ایالت تگزاس قرار دارد

حوزه انتخابیه چهارم تگزاس یک حوزه انتخابیه مجلس نمایندگان آمریکا است که در ایالت تگزاس قرار دارد.